# Miroslav Ouzký
Miroslav Ouzký (Chlumec nad Cidlinou, 8 agosto 1958) è un politico ceco, europarlamentare dal 2003 al 2014 (quinta, sesta e settima legislatura)..

Durante la sesta legislatura, è stato presidente della Commissione per l'ambiente, la sanità pubblica e la sicurezza alimentare, e durante la settima, vicepresidente  della Delegazione all'Assemblea parlamentare paritetica ACP-UE. Ha fatto parte dal 2009 al 2014 del Gruppo dei Conservatori e dei Riformisti Europei.